# Helmut Börsch-Supan
Helmut Börsch-Supan (* 3. April 1933 in Köln) ist ein deutscher Kunsthistoriker und ein vielseitiger Autor grundlegender Werke überwiegend zur deutschen Kunst des 18. und 19. Jahrhunderts.

## Biografie
Helmut Börsch-Supan studierte Kunstgeschichte, Klassische Archäologie und Philosophie in Köln, Hamburg, Freiburg und Berlin, wo er 1958 an der Freien Universität Berlin promoviert wurde. Nach einem Volontariat in der Porträtsammlung der Münchener Museen begann er 1961 seine Tätigkeit als wissenschaftlicher Mitarbeiter der Verwaltung der Staatlichen Schlösser und Gärten in Berlin. Hier betreute er mehr als drei Jahrzehnte als Kustos die Bildende Kunst der Berliner Schlösser und war 1983 bis zu seinem Ausscheiden 1995 Stellvertretender Direktor der Berliner Schlösserverwaltung. Daneben lehrte er von 1974 bis 2005 am Institut für Kunstgeschichte der Freien Universität Berlin, wo er 1984 zum Honorarprofessor ernannt wurde.
Sein Promotionsthema war die Bildgestaltung bei Caspar David Friedrich (1958), der Künstler hat ihn zeit seines Lebens beschäftigt. 1973 legte er – unter Verwendung des Archivs des Kunsthistorikers Karl Wilhelm Jähnig (1888–1960) – das bisher umfassendste Werk zum Künstler mit Werkverzeichnis und Schriftquellen vor, seine jüngste Monographie über den Künstler stammt von 2023. Sein Forschungsschwerpunkt ist die deutsche Malerei des 18. und 19. Jahrhunderts, über 200 Aufsätze zeugen von seiner wissenschaftlichen Produktivität. Vielbenutzt ist seine Edition der „Kataloge der Berliner Akademie-Ausstellungen“ und sein Handbuch zur deutschen Malerei des 19. Jahrhunderts. Darüber hinaus veröffentlichte er zahlreiche Werke zur Architektur und Bildhauerei vor allem aus der Region Berlin und Brandenburg, darunter mehrere Werke zu Karl Friedrich Schinkel.
Anlässlich seines 70. Geburtstages widmeten ihm Freunde und Kollegen 2003 die Festschrift „Preußen. Die Kunst und das Individuum“. Für sein Wirken rund um den in Greifswald geborenen Romantiker Caspar David Friedrich wurde Börsch-Supan 2012 durch die Stadt Greifswald die Rubenow-Medaille als höchste Auszeichnung der Stadt verliehen.
Helmut Börsch-Supan ist zudem ein wacher Beobachter der Museums- und Kulturpolitik der Gegenwart und meldete sich hier auch publizistisch in der Tagespresse und in Aufsätzen und Vorträgen zu Wort, vor allem wenn Kunst- und Kulturwerte durch Machtinteressen gefährdet sind. Für die zeitgenössische Kunst engagiert, war er über Jahrzehnte hinweg etwa für Hann Trier, Joachim Dunkel oder Roger Loewig ein wichtiger Partner. Genannt seien aus der Vielzahl seiner über fünfzig Katalogbeiträge und Reden auf diesem Gebiet sein Beitrag zum Kreuzberger Kunstpreis an die Malerin Luise Grimm bzw. der Katalogbeitrag zur Ausstellung „Stein und Bronze“ der Bildhauerin Katharina Szelinski-Singer im Georg-Kolbe-Museum. Er ist Mitglied der Historischen Kommission für Pommern.
Seine Ehefrau Eva Börsch-Supan war eine Kunst- und Architekturhistorikerin.

## Ehrungen
- 2006 wurden Helmut und seiner Frau Eva Börsch-Supan der Schinkel-Preis der Fontanestadt Neuruppin für das wissenschaftliche Gesamtwerk und hervorragende Verdienste um das Werk und die Person Karl Friedrich Schinkels verliehen.[3]
- 2008 wurde Börsch-Supan gemeinsam mit seiner Ehefrau die Fidicin-Medaille des Verein für die Geschichte Berlins in Würdigung ihrer Forschungen zur Kunst und Geschichte der Berlin-Potsdamer Kulturlandschaft verliehen.[4]
- 2014 wurde ihm gemeinsam mit seiner Frau die Ehrenmitgliedschaft in der Landesgeschichtlichen Vereinigung für die Mark Brandenburg e. V., in seinem Fall in Würdigung seiner herausragenden Verdienste um die Erforschung der Kunstlandschaften Brandenburg-Preußens und um die Bewahrung kultureller Werte verliehen.[5]

## Veröffentlichungen (Auswahl)

### Bücher
- (Bearb.): Die Kataloge der Berliner Akademie-Ausstellungen 1786–1850. Bruno Hessling, Berlin 1971, 3 Bände. (Quellen und Schriften zur bildenden Kunst. Herausgegeben von Otto Lehmann-Brockhaus und Stephan Waetzold; 4).
- mit Karl Wilhelm Jähnig: Caspar David Friedrich. Gemälde, Druckgraphiken. Prestel Verlag, München 1973. (Werkverzeichnis Friedrichs mit Biographie).
- Die Kunst in Brandenburg-Preußen. Ihre Geschichte von der Renaissance bis zum Biedermeier dargestellt am Kunstbesitz der Berliner Schlösser. Gebr. Mann, Berlin 1980.
- Die Deutsche Malerei. Von Anton Graff bis Hans von Marées. Deutscher Kunstverlag, München 1988.
- Kunstmuseen in der Krise. Chancen, Gefährdungen, Aufgaben in mageren Jahren. Deutscher Kunstverlag München, 1993.
- Das Schloß Charlottenburg. Berlin Edition, Berlin 1998, ISBN 3-8148-0005-2.
- Karl Friedrich Schinkel. Bühnenentwürfe. Verlag Ernst & Sohn, Berlin 2000, ISBN 3-433-02175-9.
- Der Mönch an der Spree. Caspar David Friedrich zwischen Geschichtslast und Repräsentationslust. Deutscher Kunstverlag, Berlin 2001. ISBN 3-935455-08-9.
- Künstlerwanderungen nach Berlin vor Schinkel und danach. Deutscher Kunstverlag, München/Berlin 2001, ISBN 3-422-06328-5.
- mit Gerhard Ullmann, Dieter Hildebrandt: Sanssouci. Komet Verlag, Köln 2002, ISBN 3-89836-218-3.
- Caspar David Friedrich. Prestel Verlag, München 2005, ISBN 3-7913-3333-X.
- Karl Friedrich Schinkel. Bild-Erfindungen. Deutscher Kunstverlag, München/Berlin 2007, ISBN 978-3-422-06672-4 (Karl Friedrich Schinkel Lebenswerk. Hrsg. von Helmut Börsch-Supan und Gottfried Riemann. Band 20).
- Caspar David Friedrich. Gefühl als Gesetz. Deutscher Kunstverlag, München, Berlin 2008, ISBN 978-3-422-06807-0.
- Caspar David Friedrich: Seine Gedankengänge. Deutscher Verlag für Kunstwissenschaft, Berlin 2023, ISBN 978-3-87157-264-7.

### Zeitschriftenbeiträge
- Zur Entstehungsgeschichte von Schinkels Entwürfen für die Museumsfresken. In: Zeitschrift des Deutschen Vereins für Kunstwissenschaft. 35, 1981, S. 36–46, ISSN 0044-2135.

### Texte in Ausstellungskatalogen
- Katharina Szelinski-Singer: Bildhauerarbeiten. Mit Texten von Ursel Berger und Helmut Börsch-Supan. Hrsg.: Georg-Kolbe-Museum (Ausstellungskatalog), Berlin 1987, 48 Seiten, 33 Abb.
- Katharina Szelinski-Singer: Stein und Bronze. Mit Texten von Wolfgang Schulz und Helmut Börsch-Supan. Eine Veröffentlichung der Stiftung Deutschlandhaus, Berlin. 1997, Katalog zur Ausstellung Deutschlandhaus, 19. Oktober – 14. Dezember 1997; Meissen, Albrechtsburg 8. Februar – 13. April 1998. 60 S. mit zahlr. Abb., teils farbig.